# 亞馬遜河鹿齒魚
亞馬遜河鹿齒魚，為輻鰭魚綱脂鯉目脂鯉亞目脂鯉科的其中一個種，為熱帶淡水魚，分布於南美洲亞馬遜河及托坎廷斯河流域，體長可達7.5公分，棲息在底中層水域，生活習性不明，可作為觀賞魚。